# Buri Taj el-Moluk
Pour les articles homonymes, voir Buri (homonymie).
Buri Taj al-Muluk est un prince atabeg de Damas de 1128 à 1132. Il est d’abord officier de Duqâq, émir de Damas, aux côtés de son père Tughtekin Saif el-Islam Daher ed-Din, puis son père prend le pouvoir après la mort de Duqâq, d’abord comme régent au nom des héritiers, puis en les écartant du pouvoir.

## Biographie
Il apparaît pour la première fois en 1099 à propos de la ville de Jabala, entre Antioche et Tripoli. Le qâdî de Jabala s’était révolté contre son maître Fakhr al-Mulk ibn-Ammar, qâdî de Tripoli, mais l’arrivée de la première croisade le place dans une situation difficile, et, comme il ne peut pas faire face à la double menace croisée et de Tripoli, il donne Jabala à Duqâq en échange de domaines à Damas. Duqâq envoie Buri prendre possession de la ville et le nomme gouverneur. Mais Buri se comporte en despote et le peuple mécontent fait appel à Fakhr al-Mulk qui envoie un détachement prendre possession de la ville. Avec l’aide de la population, il capture Buri, mais le traite avec courtoisie et le renvoie libre à Damas.
Par la suite, en 1102, le comte Raymond de Saint-Gilles assiège Tripoli avec la ferme intention de prendre la ville et d’en faire la capitale de son futur comté. Fakhr al-Mulk se rapproche de Damas, qui envoie des troupes pour l’aider, mais sans succès. En 1104, Duqâq meurt et Tughtekin assume la régence au nom des héritiers mineurs, avant de les évincer et de rester seul maître de Damas, inaugurant la dynastie des Bourides. En 1108, Fakhr al-Mulk décide d’aller à Bagdad demander l’aide du sultan et du calife pour sauver sa ville, et fait d’abord étape à Damas. Buri l’accompagne à Bagdag, mais Fakhr al-Mulk n’obtient aucune aide et rentre à Damas pour apprendre qu’il a perdu sa ville.
En 1119, il mène une armée pour contrer le roi Baudouin II de Jérusalem qui effectue une razzia sur Adra’ât et les coince autour d’une colline où les Francs se sont retranchés. Malgré les conseils de son père, il tente de réduire les Francs, mais ceux-ci se battent avec l’énergie du désespoir et infligent une lourde défaite à Buri.
Le 25 janvier 1126, il combat aux côtés de son père contre les Francs à Shaqhab, mais ils sont défaits par le roi Baudouin II. Les Turcs ont cependant infligé de telles pertes aux Francs que ceux-ci ne peuvent pas envisager de marcher pour prendre Damas.

Le Proche-Orient en 1135.

Tughtekin meurt le 12 février 1128 et Buri lui succède sans problème Mais, en novembre 1129, les Nizârites organisent un complot visant à livrer la ville aux Francs. Wajîk al-Dîn Mufarraj, chef de la police, et Firûz, chambellan, découvrent le complot et en informe Buri, qui fait arrêter les conjurés. Baudouin II au courant du complot mais qui ignore qu’il est découvert vient avec son armée à Damas, assiège la ville et envoie un détachement de soldats pour assurer le ravitaillement, mais les soldats se dispersent en pillant la région. Informé, Buri réussit à faire sortir son armée qui attaque les bataillons dispersés, mais l’armée franque qui reste autour de Damas reste trop importante pour que Buri puisse l’attaquer. C’est alors que d’importantes pluies tombent sur Damas, transformant le sol en boue et obligeant les Francs à battre retraite, le 5 décembre 1129.
En mai 1131, deux Ismaéliens qui avaient gagné la confiance de Buri, lequel leur avait donné un poste dans sa garde, tentent de l’assassiner et le blesse gravement au ventre. Damas regroupe alors les meilleurs médecins de l’époque, qui soignent Buri, mais ce dernier ne veut pas attendre la fin de la convalescence et remonte à cheval. La blessure se rouvre, et Buri meurt en juin 1132.

## Succession
A Buri succèdent ses trois fils, Shams al-Muluk Isma’il (1132-1135), Shihab ad-Din Mahmud (1135-1139) et Jemal ad-Din Muhammad (1139-1140), puis son petit-fils Mujir ad-Din Abaq (1140-1154), des princes plutôt médiocres et le pouvoir est assumé par le ministre Mu'in ad-Din Unur. Cet homme capable dirige l'émirat de Damas d'une main de fer, pratique une politique d'équilibre entre les Francs et Zengi, qui possède à la fois Alep et Mossoul, et parvient à garder son indépendance et son prestige. Il meurt en 1149 et Mujir ad-Din Abaq assure le gouvernement de l'émirat, mais ce jeune prince laisse les Francs instaurer leur protectorat sur Damas et perd tout prestige auprès de la population. Nur ad-Din profite de ce mécontentement pour prendre le contrôle de Damas et déposer le dernier Bouride.

### Sources
- René Grousset, Histoire des croisades et du royaume franc de Jérusalem, Paris, Perrin, 1936 (réimpr. 1999)
  - 1. L’anarchie musulmane, 1934,  (ISBN 2-262-02548-7)
  - 2. L’équilibre, 1935,  (ISBN 2-262-02568-1)
- Amin Maalouf, Les Croisades vues par les Arabes, J’ai lu, 1983 (ISBN 978-2-290-11916-7)
- Steven Runciman, Histoire des Croisades, 1951 [détail de l’édition] (publi. 2006), édition Tallandier,  (ISBN 2-84734-272-9)